# Cernihivka, Solone
Cernihivka (în ucraineană Чернігівка) este un sat în comuna Novomariivka din raionul Solone, regiunea Dnipropetrovsk, Ucraina.

## Demografie
Componența lingvistică a localității Cernihivka
     Ucraineană (95,31%)
     Rusă (4,69%)
Conform recensământului din 2001, majoritatea populației localității Cernihivka era vorbitoare de ucraineană (95,31%), existând în minoritate și vorbitori de rusă (4,69%).